# Simone Landry
Simone Landry, de son vrai nom Simone Laffely, est une actrice française née le 7 novembre 1925 à Paris et morte le 20 mai 2020 dans la même ville. Sœur jumelle de la comédienne, peintre et graveuse Hélène Laffly, elle travailla beaucoup pour la télévision.

## Filmographie
- 1959 : Les Bonnes Femmes de Claude Chabrol
- 1962 : Le Gentleman d'Epsom de Gilles Grangier
- 1962 : L'inspecteur Leclerc enquête de Marcel Bluwal, épisode : "L'Inconnu du téléphone"
- 1963 : Des pissenlits par la racine de Georges Lautner : une invitée
- 1967 : Mise à sac d'Alain Cavalier : Mme Lancret
- 1971 : Les Nouvelles Aventures de Vidocq, épisode Les Chauffeurs du Nord de Marcel Bluwal
- 1973 : Le Train de Pierre Granier-Deferre
- 1974 : Le Tribunal de l'impossible (TV) - épisode Agathe ou L'avenir rêvé de Yves-André Hubert et Michel Subiela
- 1977 : Pourquoi ? d'Anouk Bernard
- 1977 : Le Portrait de Dorian Gray de Pierre Boutron
- 1979 : Au théâtre ce soir : Un jour j'ai rencontré la vérité de Félicien Marceau, mise en scène Raymond Gérôme, réalisation Pierre Sabbagh, Théâtre Marigny
- 1981 : Au théâtre ce soir : Et l'enfer Isabelle ? de Jacques Deval, mise en scène Raymond Gérôme, réalisation Pierre Sabbagh, Théâtre Marigny

## Théâtre
- 1975 : Le Portrait de Dorian Gray d'Oscar Wilde, mise en scène Pierre Boutron,   Théâtre des Célestins